# Малоказаккулово
Малоказакку́лово (баш. Бәләкәй Ҡаҙаҡҡол) — деревня в Учалинском районе Республики Башкортостан Российской Федерации. Административный центр Амангильдинского сельсовета.

## География

### Географическое положение
Расстояние до:
- районного центра (Учалы): 60 км,
- ближайшей железнодорожной станции (Урал-Тау): 30 км.

## Население
| 2002 | 2009 | 2010 |
| ---- | ---- | ---- |
| 310  | ↗354 | ↘110 |

### Национальный состав
Согласно переписи 2002 года, преобладающая национальность — башкиры (100 %).

## Религия
В деревне есть мечеть.